# Katalin Karády
Katalin Karády (8 de diciembre de 1910–8 de febrero de 1990) fue una actriz y cantante húngara. Protagonista de películas húngaras rodadas entre 1939 y 1945, es más conocida fuera de Hungría por haber recibido la condecoración de los Justos entre las Naciones por rescatar a varios judíos húngaros.

## Biografía

### Primeros años
Katalin Karády nació como Katalin Kanczler el 8 de diciembre de 1910 en Budapest. Pasó su infancia en el barrio de Kőbánya con siete hermanos en una gran pobreza. Sus padres eran Rozália Lőrinc y Ferenc Kanczler, zapatero, a quien Katalin recordaba como una persona agresiva. Ayudada por una organización benéfica, pasó cinco años en Suiza y los Países Bajos. Tras regresar a casa, estudió en una escuela de marketing para mujeres, ya famosa por su belleza. Con los conocimientos lingüísticos de los años anteriores, su ropa sencilla y su enérgica exigencia de limpieza, ya destacaba entre sus compañeras. Tras la muerte de su padre en 1930, se casó con Rezső Varga, un funcionario de aduanas 30 años mayor que ella, pero se divorciaron a los pocos meses.
Empezó a actuar en 1936, recibiendo clases de Ernő Tarnay y Artúr Bárdos. Tras llamar la atención del periodista Zoltán Egyed en un bar de Buda (quien también le propuso el nombre de Karády), fue presentada a Ilona Aczél, antigua actriz, en cuya escuela de interpretación aprendió los fundamentos de la profesión en los tres años siguientes, incluido el canto. La primera actuación de Karády tuvo lugar en los años 30, en los teatros de Dániel Jób: entre 1931 y 1941, apareció en el Pesti Színház y el Vígszínház en diversos papeles.

### Convirtiéndose en una estrella
Su primer papel en el cine, Halálos Tavasz (Deadly Spring) le dio fama instantánea como diva y sex-symbol, apoyada por su inusual voz tarareante y su carácter de "mujer fatal". En los nueve años siguientes apareció en 20 películas. Zoltán Egyed se convirtió en su mánager y consiguió crear una imagen hollywoodiense a su alrededor. Como resultado, miles de fanes intentaron imitar su ropa, peinado y comportamiento por todo el país. La vida personal de Karády fue un tema constante de cotilleo, que trajo consigo rumores contradictorios sobre si era devoradora de hombres o lesbiana. Las teorías se agitaron aún más cuando mantuvo una relación íntima con el jefe del servicio secreto del regente Miklós Horthy, István Ujszászy, quien también le propuso matrimonio y le compró una villa.

### Caída
Tras la invasión alemana de Hungría, las autoridades presionaron a Karády prohibiendo sus canciones en la National Radio, su nueva película Machita en los cines y deteniendo la producción en curso de Gazdátlan asszony (Orphan woman) (más tarde el equipo terminó la película con Erzsi Simor). En 1944 fue detenida acusada de espiar para las fuerzas aliadas. Karády estuvo en prisión tres meses, durante los cuales fue torturada y casi golpeada hasta la muerte. Fue rescatada por amigos del general de división Ujszászy, en un estado físico y emocional calamitoso. A pesar de los contratiempos, siguió con su vida en la capital devastada por la guerra, e incluso rescató a numerosas familias en la orilla del Danubio que esperaban ser fusiladas por los guardias de la Cruz Flechada, a cambio de objetos personales y oro que había salvado de su apartamento asaltado. Llevó a varios niños a su casa para cuidarlos hasta que cesaron los combates. En el verano de 1945 llegaron noticias de Moscú de que el general Ujszászy había muerto, aunque pruebas posteriores demostraron que en aquel momento seguía vivo. Aquejada de un ataque de nervios, permaneció en cama durante los nueve meses siguientes.

### Años posteriores
Después de la guerra, Karády pasó a un segundo plano. Entre 1945-48 apareció en la Operettszínház en unos pocos papeles protagonistas, la reiniciada producción cinematográfica húngara no contó con ella (aparte de dos películas, siendo Forró mezők su última). Siendo una estrella popular de la época de Horthy, no había lugar para ella bajo el nuevo régimen comunista. En 1949 se prohibieron todas sus películas y sus actuaciones en el teatro. Las autoridades la detuvieron, la golpearon y maltrataron brutalmente, le rompieron los dientes, etc. Sólo pudo trabajar en pequeñas salas del campo, a menudo con un público borracho, y en 1951 abandonó definitivamente el país. Primero vivió en Salzburgo, Austria, luego se trasladó a Suiza y, al cabo de un año, a Bruselas. En 1953 vivió en São Paulo, Brasil, donde abrió una tienda de moda. En 1968, tras obtener por fin un visado gracias a la intervención de Ted y Robert Kennedy, se trasladó a la ciudad de Nueva York, donde abrió una sombrerería. Actuando en contadas ocasiones sólo para amigos, vivió retirada, negándose a aparecer en los medios de comunicación. Al cumplir 70 años, recibió una invitación del gobierno para regresar a Hungría, pero sólo envió un sombrero, lo que desconcertó a los funcionarios. Murió el 8 de febrero de 1990. El 19 de febrero su cuerpo fue trasladado a Hungría; se celebró un funeral en Budapest, en la Catedral basílica de San Esteban, tras el cual fue enterrada en el cementerio de Farkasréti.

## Legado
- En su país natal, Karády cayó en el olvido durante la época comunista y permaneció desconocida para las generaciones más jóvenes durante las décadas de 1960 y 1970. Fue redescubierta a principios de los 80, sobre todo gracias al álbum Sohase mondd (1982 – Never Say) de la cantante/actriz Judit Hernádi, que rendía homenaje al estilo y la actitud de Karády al cantar.
- La película de 2001 Hamvadó cigarettavég de Péter Bacsó está dedicada a su memoria. En 2004, por sus valerosos actos durante la Segunda Guerra Mundial, recibió la medalla póstuma de los Justos del Instituto Yad Vashem.[3]
- El asteroide 287787 Karády, descubierto por los astrónomos húngaros Krisztián Sárneczky y Brigitta Sipőcz en la Estación Piszkéstető en 2003, fue bautizado en su memoria.[1] La mención oficial del nombre fue publicada por el Centro de Planetas Menores el 29 de agosto de 2015 (M.P.C. 95312).[4]

## Papeles teatrales
- Szabolcs Fényes: Maya....Maya
- W. Somerset Maugham - Zoe Atkins: Az asszony és az ördög (Woman and Satan)....Lady Elizabeth
- János Bókay: First Love....Gabi
- Edward Sheldon: Romance....Rita
- Mikhail Artsybashev: Jealousy....Jelena
- Fényes: The Queen's Kiss....Izabella
- Viktor Jacobi: Sybill....Sybill
- Rudolf Halász: Black Lily....Zia
- Ferenc Fendrik: Vera and her Family....Vera
- Pál Ábrahám: Ball in the Savoy....La Tangolita

## Filmografía

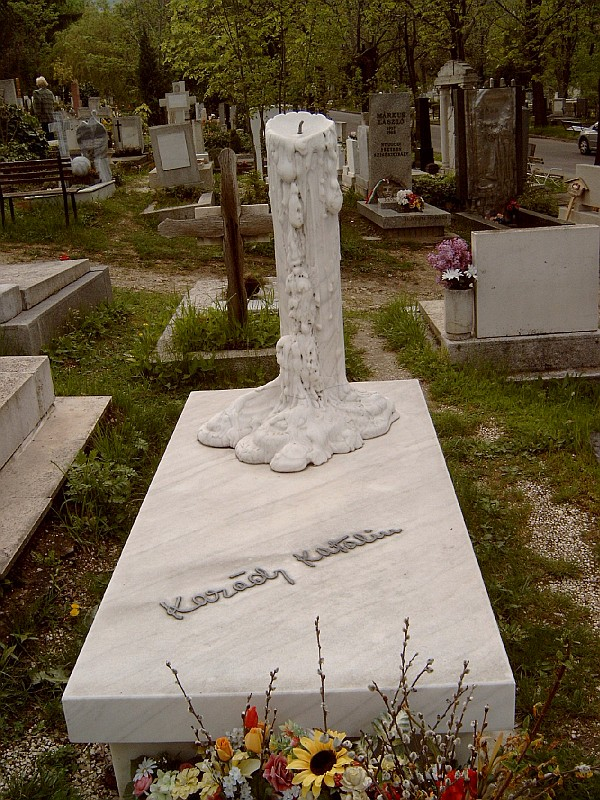
Tumba de Karády en Budapest

- Halálos tavasz (1939) – (Deadly Spring)
- Erzsébet királyné (1940) – (Queen Elizabeth)
- Hazajáró lélek (1940) – (Homecoming soul)
- Egy tál lencse (1941) – (A dish of lentils)
- Ne kérdezd, ki voltam (1941) – (Do not ask who I was)
- Kísértés (1941) – (Temptation)
- A szűz és a gödölye (1941) – (A virgin and a kid)
- Szíriusz (1942) – (Sirius)
- Tábori levelezőlap (cortometraje) (1942) – (Camp Postcard)
- Halálos csók (1942) – (Deadly kiss)
- Csalódás (1942) – (Disappointment)
- Alkalom (1942) – (Occasion)
- Valahol Oroszországban (cortometraje) (1942) – (Somewhere in Russia)
- Külvárosi őrszoba (1942) – (Suburban guard room)
- Egy szív megáll (1942) – (A heart stopped)
- Ópiumkeringő (1942) – (Opiumwaltz)
- Makrancos hölgy (1943) – (The Taming of the Shrew)
- Valamit visz a víz (1943) – (Something in the water)
- Szováthy Éva (1943) – (Éva Szováthy)
- Boldog idők (1943) – (Happy Times)
- Machita (1943–44) – (Machita)
- Hangod elkísér (cortometraje) (1944) – (Your voice accompanied me)
- Betlehemi királyok (cortometraje) (1947) – (Kings of Bethlehem)
- Forró mezők (1948) – (Hot fields)

## Canciones
- Hamvadó cigarettavég (Smoldering Cigarette-end)
- Valahol Oroszországban (Somewhere in Russia)
- Hiába menekülsz (Scape Vain)
- Ugye gondolsz néha rám? (Do you think of me sometimes, don't you?)
- Ezt a nagy szerelmet tőled kaptam én (This grate love I become of you)
- Ne kérdezd, ki voltam! (Don't ask me who I was)
- Szeretlek én (I love you)
- Tudom, hogy vársz (I know you expect me)
- Mindig az a perc (Always that minute)
- Ez lett a vesztünk

## Discografía
- 1979 Karády Katalin (LP)
- 1982 Karády Katalin: Tudok egy dalt (LP)
- 1986 Karády Katalin: Te vagy a fény (LP)
- 1990 Karády Katalin: Nincs vége még (CD/MK)

## Cine musical
En la película de 1979 Szabadíts meg a gonosztól (songs "Tudom, hogy vársz", "Mindig az a perc" and "Hamvadó cigarettavég")

## Registros de películas de archivo
- 1980 Bizalom (solo su canción)
- 1987 A Jávor